# Persone di cognome Pedersen
| Questa pagina contiene informazioni ricavate automaticamente dalle voci biografiche con l'ausilio del template Bio e di un bot. L'aggiornamento è periodico e automatico e ricostruisce completamente la pagina. Se manca una persona in questa lista, sei pregato di non aggiungerla, ma accertati piuttosto che la sua voce biografica contenga il template Bio e che i dati anagrafici siano correttamente compilati. Se il template Bio manca, inseriscilo tu stesso o, in alternativa, metti l'avviso {{tmp\|Bio}} che ne segnala la mancanza. Se i dati riportati sono sbagliati, correggi direttamente la voce biografica; le modifiche saranno visibili in questa lista entro pochi giorni. Per chiarimenti vedi il progetto antroponimi. La lista contiene solo le 79 persone che sono citate nell'enciclopedia e per le quali è stato implementato correttamente il template Bio. Pagina aggiornata al 23 lug 2025. |

Questa è una lista di persone presenti nell'enciclopedia che hanno il cognome Pedersen, suddivise per attività principale.

## Allenatori di calcio(6)
- Flemming Pedersen, allenatore di calcio e dirigente sportivo danese (Plejelt, n. 1963)
- Henrik Pedersen, allenatore di calcio e dirigente sportivo danese (Humlum, n. 1978)
- Jan Ove Pedersen, allenatore di calcio e ex calciatore norvegese (Oslo, n. 1968)
- Marc Pedersen, allenatore di calcio e ex calciatore danese (Give, n. 1989)
- Morten Pedersen, allenatore di calcio e ex calciatore norvegese (Tromsø, n. 1972)
- Steinar Pedersen, allenatore di calcio e ex calciatore norvegese (Hellemyr, n. 1975)

## Arbitri di calcio(2)
- Christina Pedersen, arbitro di calcio norvegese (n. 1981)
- Rune Pedersen, ex arbitro di calcio norvegese (Moss, n. 1963)

## Calciatori(25)
- Arne Pedersen, calciatore norvegese (Fredrikstad, n. 1931 - Fredrikstad, † 2013)
- Birger Pedersen, calciatore norvegese (n. 1910 - † 1969)
- Carl Pedersen, calciatore norvegese (Porsgrunn, n. 1891 - Porsgrunn, † 1964)
- Daniel Pedersen, calciatore danese (Silkeborg, n. 1992)
- Frank Pedersen, calciatore, allenatore di calcio e dirigente sportivo danese
- Henrik Pedersen, ex calciatore danese (Kjellerup, n. 1975)
- Ingar Pedersen, calciatore norvegese (n. 1898 - † 1977)
- Ingolf Pedersen, calciatore norvegese (Skien, n. 1890 - Skien, † 1964)
- Karl Pedersen, calciatore norvegese (Fredrikstad, n. 1907 - † 1977)
- Kasper Pedersen, calciatore danese (Aabybro, n. 1993)
- Kjell Rune Pedersen, ex calciatore norvegese (n. 1957)
- Kristian Pedersen, calciatore danese (Ringsted, n. 1994)
- Leif Pedersen, calciatore norvegese (Fredrikstad, n. 1924 - Fredrikstad, † 1990)
- Lucas Lund Pedersen, calciatore danese (Bruunshåb, n. 2000)
- Marcus Pedersen, calciatore norvegese (Hamar, n. 1990)
- Nicklas Pedersen, ex calciatore danese (Køge, n. 1987)
- Patrick Pedersen, calciatore danese (Hirtshals, n. 1991)
- Petter Pedersen, calciatore norvegese (n. 1895 - † 1929)
- Poul Pedersen, calciatore danese (Aarhus, n. 1932 - † 2016)
- Ragnar Pedersen, calciatore norvegese (n. 1906 - † 1984)
- Rolf Birger Pedersen, calciatore norvegese (Bergen, n. 1939 - Bergen, † 2001)
- Rune Pedersen, ex calciatore danese (Østerbro, n. 1979)
- Tor Pedersen, ex calciatore norvegese (Tromsø, n. 1964)
- Tore Pedersen, ex calciatore norvegese (Fredrikstad, n. 1969)
- Trond Pedersen, ex calciatore norvegese (Kristiansand, n. 1951)

## Calciatrici(4)
- Cecilie Pedersen, calciatrice norvegese (Bergen, n. 1990)
- Katrine Pedersen, ex calciatrice e allenatrice di calcio danese (Horsens, n. 1977)
- Lára Kristín Pedersen, calciatrice islandese (n. 1994)
- Merete Pedersen, ex calciatrice danese (Sæby, n. 1973)

## Canottieri(2)
- Carl Pedersen, canottiere danese (Øster Ulslev, n. 1884 - Nykøbing Falster, † 1968)
- Finn Pedersen, canottiere danese (Roskilde, n. 1925 - † 2012)

## Cestiste(1)
- Kayla Pedersen, ex cestista statunitense (Flint, n. 1989)

## Cestisti(1)
- Craig Pedersen, ex cestista e allenatore di pallacanestro canadese (North Vancouver, n. 1965)

## Chimici(1)
- Charles J. Pedersen, chimico statunitense (Pusan, n. 1904 - † 1989)

## Ciclisti su strada(6)
- Casper Pedersen, ciclista su strada e pistard danese (Copenaghen, n. 1996)
- Dag Erik Pedersen, ciclista su strada norvegese (Skien, n. 1959 - Larvik, † 2024)
- Jørgen Vagn Pedersen, ex ciclista su strada, pistard e dirigente sportivo danese (Copenaghen, n. 1959)
- Mads Pedersen, ciclista su strada danese (Lejre, n. 1995)
- Martin Pedersen, ex ciclista su strada danese (Brøndby, n. 1983)
- Per Pedersen, ex ciclista su strada danese (Vestervig, n. 1964)

## Dirigenti sportivi(2)
- Ernst Pedersen, dirigente sportivo e ex calciatore norvegese (Vadsø, n. 1954)
- Ove Pedersen, dirigente sportivo, allenatore di calcio e ex calciatore danese (Næstved, n. 1954)

## Fondiste(2)
- Hilde Gjermundshaug Pedersen, ex fondista norvegese (Hamar, n. 1964)
- Solveig Pedersen, ex fondista norvegese (Kristiansand, n. 1965)

## Giocatori di calcio a 5(1)
- Adrian Pedersen, giocatore di calcio a 5 e calciatore norvegese (n. 1995)

## Giocatrici di badminton(1)
- Christinna Pedersen, giocatrice di badminton danese (Aalborg, n. 1986)

## Giocatrici di curling(1)
- Helena Lavrsen, giocatrice di curling danese (Frederiksberg, n. 1963)

## Illustratori(1)
- Vilhelm Pedersen, illustratore danese (n. 1820 - Copenaghen, † 1859)

## Ingegneri(1)
- Peder Oluf Pedersen, ingegnere e fisico danese (Varde, n. 1874 - Copenaghen, † 1941)

## Nuotatrici(2)
- Rikke Møller Pedersen, ex nuotatrice danese (Odense, n. 1989)
- Susan Pedersen, ex nuotatrice statunitense (Sacramento, n. 1953)

## Pattinatori di velocità su ghiaccio(1)
- Sverre Lunde Pedersen, pattinatore di velocità su ghiaccio norvegese (Bergen, n. 1992)

## Piloti automobilistici(1)
- Benjamin Pedersen, pilota automobilistico danese (Copenaghen, n. 1999)

## Pistard(2)
- Peder Pedersen, pistard e dirigente sportivo danese (Nørre Nærå, n. 1945 - † 2015)
- Rasmus Pedersen, pistard e ciclista su strada danese (Odense, n. 1998)

## Pittori(1)
- Carl-Henning Pedersen, pittore danese (Copenhagen, n. 1913 - Copenhagen, † 2007)

## Pugili(1)
- Gerhard Pedersen, pugile danese (n. 1912 - † 1987)

## Saltatori con gli sci(2)
- Robin Pedersen, saltatore con gli sci norvegese (n. 1996)
- Trond Jøran Pedersen, ex saltatore con gli sci norvegese (n. 1958)

## Scacchisti(1)
- Eigil Pedersen, scacchista e compositore di scacchi danese (Aarhus, n. 1917 - Søby, † 1994)

## Schermitrici(1)
- Aya Pedersen, schermitrice danese

## Tennisti(1)
- Bent-Ove Pedersen, ex tennista norvegese (Oslo, n. 1967)

## Teologi(1)
- Christiern Pedersen, teologo danese (Helsingør, n. 1480 - Helsingør, † 1554)

## Triatlete(1)
- Anette Pedersen, ex triatleta danese

## Velisti(1)
- Trygve Pedersen, velista norvegese (Oslo, n. 1884 - Oslo, † 1967)